# روبرت يونسن
روبرت يونسن (بالدنماركية: Robert Johnsen)‏ هو لاعب جمباز فني دنماركي، ولد في 23 يونيو 1896 في كوبنهاغن في الدنمارك، وتوفي في 31 أغسطس 1975 في Gentofte Municipality ‏ في الدنمارك.

## وصلات خارجية
- روبرت يونسن على موقع أوليمبيديا (الإنجليزية)